# Nagyszeretva
Nagyszeretva (szlovákul: Stretava) község Szlovákiában, a Kassai kerület Nagymihályi járásában.

## Fekvése
Nagymihálytól 14 km-re délkeletre, a Feketevíz jobb partján fekszik.

## Története
A régészeti leletek tanúsága szerint területén már a 9. században korai szláv település állt, ezért valószínű, hogy azóta folyamatosan lakott volt.
1266-ban „Zirutua” néven említik először, de neve pataknévként már 1244-ben felbukkan „aqua Zyrtua” alakban. Kezdetben Ung várának uradalmához tartozott. Később felső és középső részén húzódott a határ a nagymihályi és jeszenői uradalom között. Templomát a 14. század elején az egri káptalan jegyzéke említi. 1586-tól a 17. század elejéig a templom a reformátusoké volt. A 16. században a közepes nagyságú falvak közé számított. Később a kuruc harcok miatt a lakosság száma lecsökkent, 1715-ben mindössze három háztartás található a faluban. A 18. században a falu nagyobb része a Szirmay családé tulajdonában állt, kívülük a Kovács és Vécsey családnak voltak itt birtokaik.
A 18. század végén, 1799-ben Vályi András így ír róla: „Nagy, és Kis Szeretva. Két tót falu Ungvár Várm. Nagy Szeretvának földes Urai több Urak, fekszenek Szennának szomszédságában, mellynek filiáji; határbéli földgyeik jól termők, vagyonnyaik külömbfélék.”
1828-ban Nagyszeretván 610 lakos élt, de 1831-ben sokan áldozatul estek a kolerajárványnak.
Fényes Elek 1851-ben kiadott geográfiai szótárában így ír a faluról: „Nagy-Szeretva, magyar-orosz falu, Ungh vmegyében, az Ungh vize mellett: 137 r., 118 g. kath., 243 ref., 22 zsidó lak., ref. szentegyházzal, igen termékeny határral. F. u. Kulin.”
1920-ig Ung vármegye Nagykaposi járásához tartozott. Ekkor Csehszlovákia része lett.

## Népessége
| Év:            | 1994. | 2004.    | 2014.   | 2024.   |
| -------------- | ----- | -------- | ------- | ------- |
| Emberek száma: | 533   | 634      | 671     | 679     |
| Eltérés:       |       | +18,94 % | +5,83 % | +1,19 % |

| Év:            | 2023. | 2024.   |
| -------------- | ----- | ------- |
| Emberek száma: | 681   | 679     |
| Eltérés:       |       | -0,29 % |

1910-ben 564-en, többségében szlovák anyanyelvűek lakták, jelentős magyar kisebbséggel.
2001-ben 625 lakosából 596 szlovák volt.
2011-ben 650 lakosából 616 szlovák volt.

## Nevezetességei
- Gótikus református temploma a 15. században épült, 1782-ben megújították.
- Római katolikus temploma 1970-ben épült. 1993-ban készült oltárképén a Szent Kassai vértanúk láthatók.